# Reconquête (parti politique)
Pour les articles homonymes, voir Reconquête, R! et REC.
Reconquête (R! ou REC) est un parti politique français d'extrême droite. Fondé en avril 2021 dans la perspective de soutenir la candidature d'Éric Zemmour à l'élection présidentielle de 2022, il prend son nom actuel en décembre de la même année, en même temps que ce dernier officialise sa candidature et prend la présidence de la formation.
Le parti bénéficie ensuite de ralliements d'élus d'extrême droite — notamment en provenance du Rassemblement national et de la mouvance identitaire — et, dans une moindre mesure, d'élus de droite, notamment des Républicains, du Centre national des indépendants et paysans, de Via, la voie du peuple et du Mouvement conservateur.

## Historique

### Lancement
L'association « Les Amis d'Éric Zemmour » est lancée en avril 2021 pour appuyer une éventuelle candidature de l'écrivain, journaliste et polémiste à l'élection présidentielle de 2022, tandis que le collectif « Génération Z » rassemble ses jeunes partisans. L'« association de financement du parti “Les amis d'Éric Zemmour” » est agréée le 30 juin suivant par la Commission nationale des comptes de campagne et des financements politiques, et lance immédiatement une chasse aux financements méthodique, qui réunit près de 200 000 € dès la fin juillet, alors que le candidat laisse officiellement toujours planer le doute sur sa candidature.

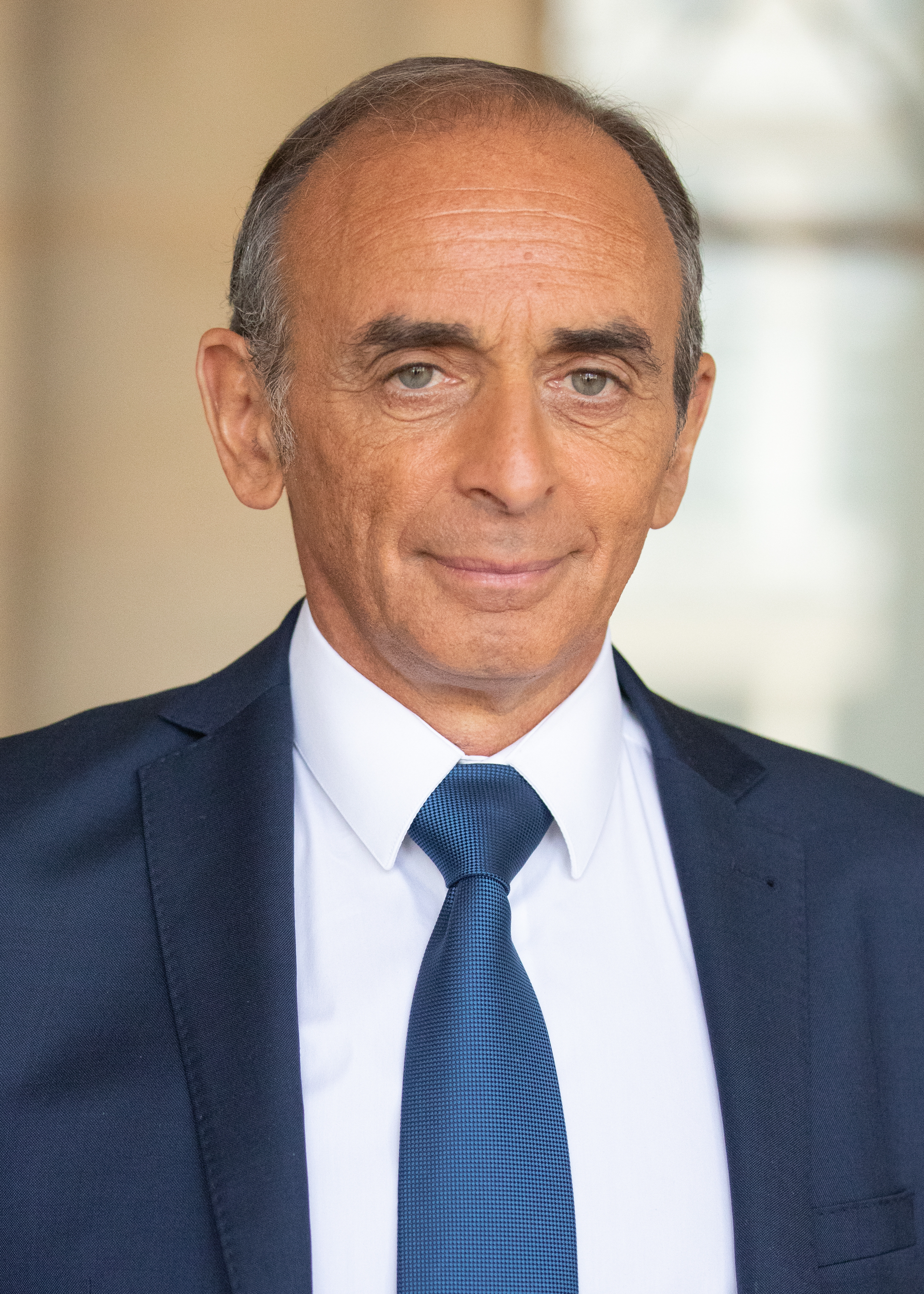
Éric Zemmour, fondateur du parti.

Issu des Amis d'Éric Zemmour,, le parti Reconquête est annoncé le 5 décembre 2021 lors d'une réunion publique du candidat Zemmour à Villepinte, en Seine-Saint-Denis. Ce nom peut faire référence à la Reconquista de la péninsule Ibérique par des royaumes chrétiens contre les États musulmans du VIIIe au XVe siècle, un nom qui ne serait pas choisi par « hasard » selon Mehdi Ghouirgate, spécialiste des études orientales et Libération,,. Selon L'Opinion, « Cela fait quelques années que Sarah Knafo, sa très proche conseillère, l'avait en tête. À l'origine, ce devait être le nom de la Convention de la droite, le grand raout d'Éric Zemmour et Marion Maréchal, qui avait eu lieu en septembre 2019. ».
D'abord établi dans la Somme, le siège du parti est transféré à Paris, dans les locaux abritant déjà le quartier général de campagne du candidat, au 10 rue Jean-Goujon, dans le 8e arrondissement,.

### Campagne présidentielle de 2022
À partir de l'officialisation de sa candidature à la présidence de la République française le 30 novembre 2021, Éric Zemmour essaye de rassembler de nombreuses personnalités politiques pour l'accompagner dans sa campagne électorale. En décembre 2021, certaines personnalités issues de la droite conservatrice décident de soutenir sa candidature à la présidentielle, notamment Christine Boutin, Jean-Frédéric Poisson, Philippe de Villiers et Patrick Buisson. Le 13 janvier, Guillaume Peltier, ancien vice-président des Républicains, annonce quitter ce parti pour rejoindre Reconquête, où il est immédiatement nommé vice-président et porte-parole. Le 20 janvier, l'eurodéputé RN et ancien député UMP Jérôme Rivière, président de la délégation RN au Parlement européen, rallie la candidature d'Éric Zemmour. Le 22 janvier, Gilbert Collard annonce aussi rejoindre le parti, dont il est nommé président d'honneur,. Il est suivi le 1er février par Maxette Pirbakas, le 13 février par le sénateur Stéphane Ravier et le 16 février par le député européen Nicolas Bay. Marion Maréchal (petite-fille de Jean-Marie Le Pen et ancienne députée) rallie officiellement la candidature d'Eric Zemmour le 6 mars.
Eric Zemmour termine l'élection présidentielle avec un résultat de 7,07 % des voix lui permettant de passer la barre des 5 % et d'avoir le remboursement de sa campagne électorale à hauteur de 8 004 225 euros.

### Élections législatives de 2022
Le 12 juin 2022, au soir du premier tour des élections législatives de 2022, aucun candidat de Reconquête ou de ses alliés (regroupés sous une même nuance politique ayant obtenu 4,24 % des voix à l'échelle nationale) ne parvient à se qualifier pour le second tour du scrutin. Son président Éric Zemmour est battu dans la quatrième circonscription du Var, essuyant un second revers électoral après une défaite à l'élection présidentielle d'avril 2022,.
Après ces élections, certaines personnalités du parti, comme Jacline Mouraud, Nicolas Bay ou encore Gilbert Collard, pensent à quitter ce dernier et/ou critiquent une autocratie interne dirigée par Éric Zemmour et Sarah Knafo. Après ses échecs électoraux qui l'empêchent d'améliorer ses finances, le parti est l'objet de fortes dissensions en interne et perd des adhérents et des soutiens. Des dizaines de jeunes militants postulent auprès des députés nouvellement élus du Rassemblement national pour devenir leurs collaborateurs.

### Élections européennes de 2024
Lors des élections européennes de 2024, Marion Maréchal est désignée tête de liste de la campagne de Reconquête. Elle tient son premier meeting de campagne à Paris le 10 mars 2024. Tandis que le parti doit faire face à la concurrence du Rassemblement national (RN), Maréchal tente de trouver un terrain d'entente avec le RN pour travailler ensemble au Parlement européen,,. Cette campagne fait survenir des tensions entre Marion Maréchal et Éric Zemmour en raison de désaccords sur la stratégie électorale à adopter face au faible taux d'intentions de vote projetés par les sondages pour Reconquête,.
La liste obtient 5,47% des voix et donc 5 élus au Parlement européen, à savoir : Marion Maréchal, Sarah Knafo, Guillaume Peltier, Nicolas Bay et Laurence Trochu .
Le 10 juillet 2024, Sarah Knafo rejoint le groupe européen d'extrême droite L'Europe des nations souveraines (ENS), co-présidé par René Aust et Stanisław Tyszka et en devient une des vice-présidentes. Les quatre autres eurodéputés, exclus de Reconquête en juin 2024, siègent dans le groupe des Conservateurs et réformistes européens,.

### Élections législatives de 2024
Trois jours après les européennes de 2024 et en préparation des élections législatives de 2024, les trois vice-présidents du parti (Marion Maréchal, Guillaume Peltier, Nicolas Bay), ainsi que Laurence Trochu, représentant quatre des cinq nouveaux eurodéputés du parti, appellent à « soutenir, partout en France, les candidats uniques de la coalition des droites », c'est-à-dire l’alliance électorale entre le Rassemblement national et Éric Ciotti, malgré l'absence d'accord de partis, et en opposition à la ligne portée par Éric Zemmour,. Éric Zemmour évoque de leur part une trahison et annonce leur exclusion. L'unique sénateur du parti, Stéphane Ravier et Sébastien Meurant soutiennent aussi l'alliance derrière le RN,.
Le 16 juin 2024, Éric Zemmour annonce que Reconquête présente 330 candidats (sur 577 circonscriptions) aux élections législatives de 2024. Les candidats Reconquête recueillent, au premier tour, 0,75 % des suffrages, un score nettement inférieur aux 3,61 % lors des élections légistlatives de 2022,

## Idéologie
Jean-Yves Camus, spécialiste de l'extrême droite, estime après les ralliements de Jérôme Rivière et Damien Rieu que Reconquête s'annonce comme « le véritable parti des identitaires », identitarisme qui constitue d'ailleurs le marqueur essentiel de ce parti au sein de l'extrême droite.
Le parti recrute ses forces vives dans plusieurs nébuleuses préexistantes. La première est celle « de vieilles figures de l’extrême droite française », identitaire et xénophobe, comme le polémiste identitaire Jean Messiha (« collègue » d'Éric Zemmour sur CNews). Il s'y ajoute ensuite « des figures de la Manif pour tous », plus proche de l'intégrisme catholique, mais aussi d'anciens soutiens de François Fillon. Enfin, le camp royaliste est également sollicité, et la campagne achète l'accès au lectorat de Politique Magazine, la revue de l'Action française, mouvement nationaliste et royaliste. Enfin, Éric Zemmour est aussi allé chercher des figures des « Gilets jaunes », en rémunérant Jacline Mouraud et Benjamin Cauchy pour leur participation aux meetings.

## Stratégie

Logo d'Éric Zemmour pour l'élection présidentielle 2022.

La stratégie revendiquée de Reconquête est l'« union des droites » et le ralliement de personnalités de tous les partis de droite et d'extrême droite, de Jean-Paul Bolufer, ancien conseiller de Jacques Chirac, à Damien Rieu, cofondateur et porte-parole de Génération identitaire,. Reconquête mènerait une stratégie de « siphonnage » de ses adversaires que le président par intérim du Rassemblement national, Jordan Bardella, considère en janvier 2022 comme une « guerre psychologique », accusant le parti d'Éric Zemmour de recruter avec des « méthodes déloyales » en promettant « de l'argent » et des investitures,.
La candidate des Républicains Valérie Pécresse considère que Zemmour n'est pas le candidat de l'« union des droites » mais celui de la « fusion des extrême-droites », ciblant les soutiens de Marc de Cacqueray-Valmenier, Philippe Schleiter, Jean-Yves Le Gallou, Thomas Joly, président du Parti de la France, ou encore Hervé Ryssen.

## Financement
L'équipe d'Éric Zemmour avance être financée principalement par les adhésions à Reconquête, avec une moyenne de « 700 à 800 adhésions par jour » en décembre 2021 et un total de 80 000 adhérents au parti au début de l'année 2022. La cotisation d'adhésion classique étant de 30 euros, la somme collectée à ce titre s'élèverait à au moins 2,4 millions d'euros en janvier 2022.
Le collectif « Les Amis d'Éric Zemmour » — dont l'association de financement a obtenu l’agrément d’association de financement politique le 31 mai 2021, et qui est devenu Reconquête en décembre suivant —, indique avoir recueilli six millions d'euros de 25 000 donateurs,. Dès avril 2021, soit plusieurs mois avant la déclaration de candidature, ce collectif avait commencé à lever des fonds, avec notamment des dîners discrètement organisés à partir de mai à Paris et à l'étranger,. Le collecteur est Julien Madar, employé dans l'immobilier de luxe (et ex-bénévole de la campagne d'Emmanuel Macron en 2017), assisté d'une dizaine d'autres personnalités de la finance ou des médias, comme Paul-Marie Coûteaux,. Le millionnaire d'extrême droite Charles Gave apporte également un soutien financier, avant de le lui retirer en novembre 2021,. Le même mois, la collecte de cotisations et la coordination des financements, jusque là effectuée selon La Lettre A « par une nébuleuse d'activistes », est confiée à un préfet ayant rejoint les rangs du parti.
D'après une enquête de Mediapart (fondée en partie sur la liste des 1 000 « invités VIP » à la réunion publique de Villepinte), les grands donateurs (ceux ayant donné entre 1 000 et 7 500 euros) sont « issus des milieux financiers et d’affaires », « cadres dans des banques, fonds d’investissement, hedge funds », « cadres évoluant dans des cabinets de conseil, des groupes industriels ou dans le secteur immobilier » (notamment des cadres dirigeants de Vinci et Chanel) et « avocats d’affaires ou fiscalistes, en poste dans de grands cabinets français ou internationaux ». S'y trouverait notamment Chantal Bolloré, sœur du milliardaire Vincent Bolloré et « éminence grise » d'Éric Zemmour. Parmi les autres personnalités identifiées figurent Sonia et Alexandre Poussin, l'ancien chanteur Pierre Beraud-Sudreau ou encore Xavier Caïtucoli. Si certains sont des soutiens de l'extrême droite de longue date, une part importante est constituée d'anciens fillonnistes.
Le Monde y relève paradoxalement « un profil similaire à ceux séduits par Emmanuel Macron lors de sa première campagne », peut-être du fait du recrutement de Julien Madar, et donc de son réseau.

## Identité visuelle
Deux logos sont utilisés ; cependant l'un des deux est plus distinctif par un grand « R » bleu suivi d'un point d'exclamation rouge. Celui-ci est contesté par Jean Lassalle en janvier 2022 pour qui le logo de son propre parti, Résistons, a été plagié ; le 14 janvier, il adresse en conséquence une lettre à Zemmour lui demandant de les changer sous peine d'action judiciaire,.

Logotype principal.
Alternative visuelle.

## Organisation

### Organigramme et encadrement

#### De 2021 à 2022

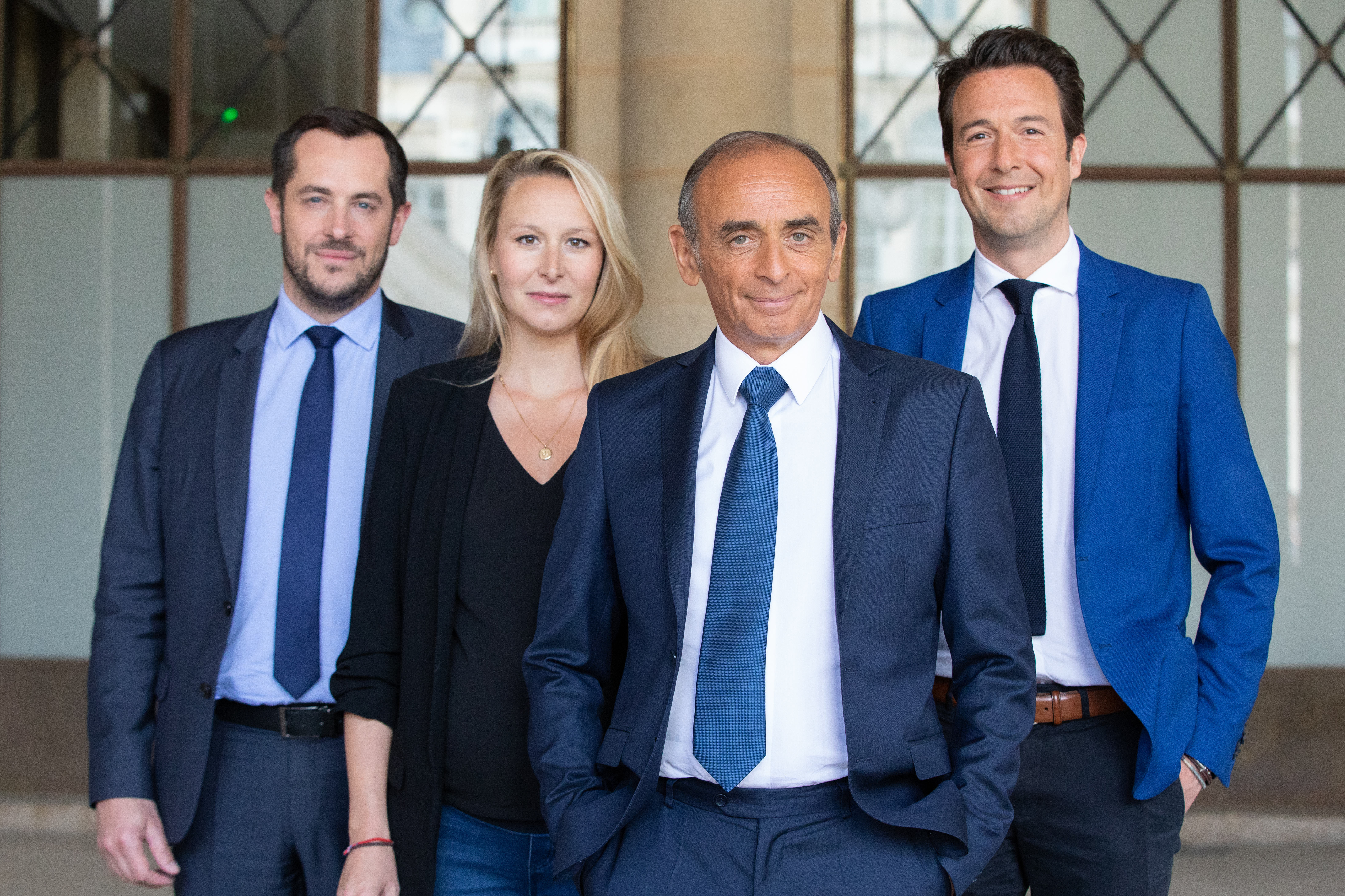
De gauche à droite : Nicolas Bay, Marion Maréchal, Éric Zemmour, Guillaume Peltier.

La composition de l'équipe dirigeant le parti est la suivante :
- président : Éric Zemmour[34] ;
- président d'honneur : Gilbert Collard[48] ;
- vice-présidents exécutifs : Marion Maréchal[90], Nicolas Bay et Guillaume Peltier ;
- porte-paroles : Jérôme Rivière, Jean-Frédéric Poisson, Laurence Trochu, Agnès Marion, Sébastien Pilard, Vijay Monany, Denis Cieslik, Stanislas Rigault ;
- responsable des fédérations : Thibaut Monnier (fondateur de l'ISSEP avec Marion Maréchal)[91] puis Nicolas Bay.

Parmi l'équipe de campagne présidentielle pour 2022 figure Sarah Knafo, qui occupe la fonction de directrice stratégique de la campagne et exerce nombre de postes-clés de l'équipe de campagne (plume, conseillère spéciale, directrice de la communication),. Le général Bertrand de La Chesnais est directeur de campagne, tandis que le haut fonctionnaire Jean-Paul Bolufer est chef de cabinet au sein de l'équipe,. Éric Zemmour se dote également d'une « équipe numérique », supervisée par Samuel Lafont et active sur Internet, notamment ses réseaux sociaux. Le mouvement de jeunesse du parti est Génération Z, dont le président est Stanislas Rigault, un jeune Vendéen partisan de l'« union des droites ». Parmi les cadres du comité politique de Reconquête figure notamment Jean-Yves Le Gallou, ancien membre du GRECE, théoricien de la préférence nationale et ex-député européen FN avant son adhésion au MNR de Bruno Mégret,.
Parmi les conseillers d'Éric Zemmour en matière de politique étrangère, on trouve notamment Caroline Galactéros (dirigeante d'un cabinet de conseil en « intelligence stratégique » et qualifiée par Le Canard Enchaîné de « poutinophile impénitente », ancienne invitée récurrente de la chaine d'extrême droite TV Libertés), Loïk Le Floch-Prigent (ancien grand patron d'entreprises pétrolières condamné dans l'Affaire Elf), l'avocat Olivier Pardo (proche du dictateur africain Teodoro Obiang Nguema Mbasogo, et qui a défendu au cours de sa carrière Éric Zemmour, Bernard Tapie et Ziad Takieddine), le consultant Olivier Ubéda (conseiller en communication et directeur des événements du parti), l'homme d'affaires Jean-Michel Lavoizard (proche de Robert Ménard), ou encore l'historien africaniste et militant royaliste Bernard Lugan, controversé pour sa défense de l'apartheid, du régime de Vichy, et la négation du massacre du 17 octobre 1961,.
La sécurité personnelle du candidat est en partie assurée par d'anciens membres du service d'ordre du Front national de Jean-Marie Le Pen, écartés du parti depuis 2015 à la suite d'actes de violence, certains étant par ailleurs membres de gangs néo-nazis comme le White Wolf Klan, qui a fait l'objet d'une dissolution administrativepuis par la société Ultreia sécurité & protection.
Jean Messiha et Antoine Diers, deux des figures les plus médiatiques de Reconquête, quittent le parti après l'élection présidentielle, Jean Messiha indiquant vouloir « reprendre [son] activité médiatique, intellectuelle ». Gilbert Collard, Jérôme Rivière, Benjamin Cauchy et Jacline Mouraud prennent également leurs distances par la suite, mettant en cause le fonctionnement de Reconquête,.

#### De 2022 à 2024
Les statuts du parti sont modifiés lors de l'université d'été de septembre 2022 par un vote de 32 000 adhérents. Le comité politique est supprimé, la direction du parti est désormais assurée par un bureau exécutif. Celui-ci, piloté par Éric Zemmour, est composé d'un président, de trois vice-présidents élus par le Congrès sur proposition du président et d'un à trois membres nommés par le président. L'organigramme élu à cette occasion est le suivant, :
- Président : Éric Zemmour
- Vice-présidents : Marion Maréchal, Nicolas Bay et Guillaume Peltier (jusqu'au 12 juin 2024)
- Autres membres du bureau exécutif : Stanislas Rigault et Sarah Knafo

### Partis politiques associés
- Via, la voie du peuple, présidé par Jean-Frédéric Poisson[107] (jusqu'en 2024)
- Mouvement conservateur, présidé par Laurence Trochu[108] (jusqu'au 12 juin 2024)
- Centre national des indépendants et paysans, présidé par Bruno North[109]
- Mouvement national républicain, présidé par Bruno Mégret[110]
- Parti de la France, présidé par Thomas Joly[111]

### Adhérents
Le 9 décembre 2021, quatre jours après le lancement de Reconquête lors de la réunion publique de Villepinte, le parti revendique 40 000 adhérents. Le tarif standard d'adhésion est fixé à 30 euros.
Reconquête revendique par constat d'huissier un peu plus de 85 000 membres en janvier 2022,.
Le 8 février 2022, le parti annonce atteindre le palier des 100 000 adhérents.
Samuel Lafont, ancien de la campagne de François Fillon et de l'association « Contribuables associés », a importé au parti une méthode particulière, consistant à lancer des sites et des pétitions en fonction de l'actualité, et pas toujours officiellement raccordées à la campagne, afin de récupérer des coordonnées de sympathisants. Selon Le Monde, « pas moins de trente-six créations en ont émané, des plus classiques (de la campagne « Les maires avec Zemmour » au site Le Programme d’Eric Zemmour) aux plus baroques (« Pétition : suppression du permis à points », « Twitter : stop censure », « Soutien à l’agriculteur cambriolé », par exemple)… Autant de moyens pour l’équipe d'Éric Zemmour d’enrichir ses bases de données ». Le parti achète également des listes et bases de données à d'autres prestataires, notamment la liste du lectorat de Valeurs actuelles et de Mieux vivre votre argent, au travers d'une société prestataire, Ad Litteram, dirigée par une figure de l'extrême droite, Tristan Mordrelle.

### Mouvements annexes au parti

#### Mouvement de jeunesse

Logo du mouvement de jeunesse.

Génération Z (ou Génération Zemmour) est le mouvement de jeunesse du parti. Il est lancé par Stanislas Rigault en février 2021, soit avant l'annonce de la candidature d'Éric Zemmour. Son représentant est Hilaire Bouyé.

#### Parents vigilants
En décembre 2022, le réseau Parents vigilants est créé par des militants du parti après la défaite des élections de la même année. L'association de parents d'élèves est réputée pour mettre sous pression voire menacer les enseignants, personnels de direction et personnel médico-éducatif,,,.

## Ralliements d'élus
Le parti ayant été fondé à la fin de l'année 2021, aucun des élus élu avant cette date n'a en conséquence été élu sous l'étiquette Reconquête.

### Parlementaires

#### Députés de laXVelégislature
- Myriane Houplain, députée de la 10e circonscription du Pas-de-Calais (ex-RN)
- Guillaume Peltier, député de la 2e circonscription de Loir-et-Cher (ex-LR)[123]
- Joachim Son-Forget, député de la 6e circonscription des Français établis hors de France (ex-LREM jusqu'en 2018)[124] a soutenu Éric Zemmour pendant la campagne de l'élection présidentielle de 2022[125]. Il prend néanmoins ses distances avec le parti en appelant à voter pour Emmanuel Macron au second tour de la présidentielle et en se représentant dans sa circonscription face au candidat investi par Reconquête aux élections législatives de 2022[126].

À la suite des élections législatives de juin 2022, le parti ne compte plus aucun député.

#### Sénateurs
- Stéphane Ravier, sénateur des Bouches-du-Rhône et conseiller municipal du 7e secteur de Marseille (ex-RN)[127]. En septembre 2024, il quitte Reconquête et milite pour une union des droites afin de conquérir la mairie de Marseille [128].
- Sébastien Meurant, sénateur et conseiller départemental du Val-d'Oise (ex-LR)[129] ; il n'est pas réélu lors des élections sénatoriales de 2023.

#### Députés européens
- Sarah Knafo (depuis juin 2024)
- Nicolas Bay (ex-RN)[130] (est exclu du parti en juin 2024)
- Gilbert Collard (ex-RN) (quitte le parti en 2022)[131],[132]
- Maxette Pirbakas (ex-RN) (quitte le parti en juillet 2022)[133],[134]
- Jérôme Rivière (ex-RN) (quitte le parti en mars 2023)[135],[136]

## Résultats électoraux

### Élection présidentielle
| Année | Candidat     | 1er tour  | 1er tour | 1er tour |
| Année | Candidat     | Voix      | %        | Rang     |
| ----- | ------------ | --------- | -------- | -------- |
| 2022  | Éric Zemmour | 2 485 226 | 7,07     | 4e       |

### Élections législatives
| Année | 1er tour | 1er tour | Sièges  | Gouvernement        |
| Année | Voix     | %        | Sièges  | Gouvernement        |
| ----- | -------- | -------- | ------- | ------------------- |
| 2022a | 821 546  | 3,61     | 0 / 577 | Extra-parlementaire |
| 2024b | 235 764c | 0,74     | 0 / 577 | Extra-parlementaire |

a Au sein d'une alliance avec Via, le Mouvement conservateur et le Centre national des indépendants et paysans.

b Au sein d'une alliance avec notamment la Ligue du Sud.

c Le parti a peut-être obtenu en réalité une ou deux voix de moins, le score exact est incertain suite aux erreurs de dépouillement dans deux bureaux de vote.

### Élections européennes
| Année | Voix      | %    | Sièges | Tête de liste   | Groupe |
| ----- | --------- | ---- | ------ | --------------- | ------ |
| 2024  | 1 353 127 | 5,47 | 5 / 81 | Marion Maréchal | ENS    |

## Condamnations du parti ou de ses membres

### Condamnations d'Éric Zemmour, d'élus et de candidats
Éric Zemmour, président du parti et candidat à l'élection présidentielle de 2022 a connu plusieurs condamnations pour provocations à la haine raciale et injures racistes,,,, provocation à la discrimination et haine religieuse envers la communauté musulmane, pour injure homophobe, complicité de diffamation et contrefaçon du droit d'auteur et atteinte au droit moral.
Le 30 mai 2022, Jérémie Piano, candidat dans la 11e circonscription des Bouches-du-Rhône est condamné en appel pour provocation à la haine. La cour d'appel d'Aix-en-Provence a condamné le candidat à 1000 euros d'amende avec sursis et à verser un euro symbolique aux parties civiles dont SOS Racisme et la Ligue des droits de l'Homme. Le candidat du parti, ancien cadre de l'ex-groupe d'extrême droite Génération identitaire, avait déjà été condamné pour appel à la haine par le tribunal correctionnel de Saint-Gaudens après avoir diffusé une vidéo sur Youtube en janvier 2021.
Le 23 février 2024, Stéphane Ravier a été condamné à une amende de 3 000 euros par le tribunal correctionnel de Marseille pour diffamation à l'encontre de l'ONG SOS Méditerranée. Le sénateur qui avait accusé l'ONG en 2018 « d'être complice du trafic d'êtres humains » doit également lui verser la somme symbolique d'un euro au titre du préjudice moral et de 3 000 euros pour frais de procédure. L'élu annonce vouloir faire appel,.

### Condamnation pour contrefaçon de droits d'auteur et atteinte au droit moral
Le 4 mars 2022, le parti Reconquête, son président et François Miramont, alors responsable de l'association Les Amis de Zemmour, sont condamnés par le tribunal judiciaire de Paris à verser 165 000 euros aux plaignants, parmi lesquels les sociétés Gaumont et EuropaCorp, les réalisateurs Luc Besson et François Ozon, la Société des auteurs et compositeurs dramatiques (SACD) ou encore les ayants droit du réalisateur Henri Verneuil et de l'écrivain Jacques Prévert, qui l'avaient attaqué pour l'usage non autorisé d'extraits de leurs films dans son clip d'annonce de candidature. Le tribunal a jugé que le droit de courte citation ne s'appliquait pas dans ce cas, car les extraits de films étaient utilisés pour illustrer le clip et non pour « un but exclusif d'information immédiate en relation directe avec les œuvres dont ils sont issus »,.

### Collecte de données personnelles
Le 25 janvier 2024, le parti est condamné par la CNIL à une amende de 20 000 euros pour avoir récolté des adresses e-mails en manquant de transparence sur leur utilisation via un réseau de sites web en 2021 et 2022.

### Plaintes envers "Parents vigilants"
Le Rectorat de Lille ainsi qu'un enseignant ou personnel de direction porte plainte après des menaces envers un cadre départemental du parti du réclame l'annulation d'une soirée d'information dans le lycée sur « les spécificités LGBT » et leurs conséquences sur la vie scolaire[pas clair].

## Polémiques

### Twitter
De nombreux hashtags en faveur d'Éric Zemmour deviennent des top tendances sur Twitter au cours de la campagne présidentielle de 2022. Ces tendances sont promues par des personnes ayant plusieurs comptes et ayant des comptes automatiques, écrivant des tweets simultanément ou retweetant des centaines de fois des messages en quelques dizaines de minutes,. Ces pratiques d'astroturfing sur plusieurs mois sont contraires aux règles fixées par le réseau social qui interdit l'amplification artificielle d'informations et les actions coordonnées de plusieurs comptes redondants par un même utilisateur,. Cette campagne permet notamment au candidat, en dirigeant ses sympathisants vers certaines pétitions, d'avoir leurs coordonnées pour les inviter à adhérer à son parti ou pour des dons.

### Wikipédia
Le journaliste Vincent Bresson, infiltré pendant quatre mois dans la campagne d'Éric Zemmour, dévoile la coordination de militants pour promouvoir et favoriser Zemmour sur l'encyclopédie en ligne Wikipédia en opposition avec les règles du projet. Organisés au sein d'une cellule « WikiZedia » créée par Samuel Lafont, chef de la stratégie numérique, ils utilisent les messageries Telegram et Discord. La cellule comprend sept membres, dont Gabriel, un des plus gros contributeurs de Wikipédia (sur laquelle il intervient sous le pseudonyme de Cheep), ce qui provoque un scandale dans la communauté. Les pages ciblées sont relatives à Zemmour, sa campagne ou ses thèmes de prédilection et les actions de la cellule comprennent par exemple la tentative de remplacer le positionnement à l'extrême droite de Zemmour par « droite hors des murs », la suppression de la mention des polémiques sur l'homophobie ou la relativisation du rôle de Pétain et Laval dans la Shoah,,.

### Facebook
En décembre, le parti lance des campagnes de publicité sponsorisées sur Facebook pour augmenter son nombre d'adhérents, mais elles sont rapidement retirées par la plateforme, qui juge le procédé interdit,,.
Vincent Bresson révèle dans son enquête que l'équipe de compagne spamme des groupes Facebook apolitiques, le directeur de la stratégie numérique du candidat, Samuel Lafont « prophétisait que Facebook serait l'un des cœurs de la bataille finale. ». Bresson a reçu un SMS lui détaillant la stratégie : « Il s'agit d’investir le plus de groupes Facebook possible sur tous les thèmes et de publier sur ces groupes, commenter les publications avec du contenu sur Zemmour ». Il s'est retrouvé avec une liste de groupes à spammer : « La France insoumise » ; « Contre l’aéroport de Notre-Dame-des-Landes » ou encore « Mylène Farmer : le mythe français ».

### Propos racistes au sein du parti
Le journaliste Vincent Bresson relève, outre les propos racistes de plusieurs militants, le 4 décembre 2021 ceux de deux proches du candidat : la secrétaire personnelle Sophie Clavel et l'ex-préfet Gilbert Payet (mandataire financier de sa campagne) désignaient par le nom de « Mamadou » les employés noirs qui plaçaient les voitures sur le parking VIP d'une réunion publique à Villepinte.

### Violence lors d'une réunion publique
Lors de la première réunion publique d'Éric Zemmour organisée à Villepinte en Seine-Saint-Denis le 5 décembre 2021, des militants de SOS Racisme venus protester contre les propos considérés comme racistes du candidat sont agressés physiquement par des personnes qui assistaient à la réunion publique. Ils seraient alors insultés et victimes de jets de chaises et de coups de poing. Le président de l'association Dominique Sopo l'assure : « l’action était tout à fait non violente » ainsi que « Des chaises ont été lancées sur eux, certains se sont fait frapper alors qu’ils étaient à terre, d’autres ont fini avec le visage en sang… C’était ultraviolent. Tout ça pendant qu’Éric Zemmour était en train d’expliquer qu’il n’était ni raciste ni sexiste ».
Le porte-parole du parti affirme de son côté : « Éric Zemmour a été agressé par quelqu’un qui lui a sauté dessus. Cette personne, connue des services de police, a été remise aux fonctionnaires. » puis « appelle les militants à rester calmes ».
Une enquête est ouverte sur « les faits de violences commis à l’intérieur du meeting » selon une déclaration du parquet de Bobigny à l'AFP.

### Polémiques internes
Selon une enquête de Mediapart datant de mars 2022, des militants de Reconquête se plaignent de dérives autoritaires et radicales au sein du parti. Plusieurs militants s'étant entretenus avec Mediapart font état de procédures d'exclusion menées sans preuves contre des militants s'étant plaint de la présence d'éléments radicaux au sein du parti. Un militant ayant été exclu du parti suivant des accusations de vol d'affiches, qu'il dément, et de déguisement lors de collages dénonce « un parti qui privilégie les enfants de la bourgeoisie ». Le même mois, Francine et Didier Floch, deux militants ayant par le passé travaillé dans la pornographie, se plaignent d'un « tribunal de l'Inquisition » en réaction à la démission du bureau ardéchois de Reconquête suivant le refus du couple de fermer deux blogs évoquant leur carrière pornographique.

### Affichage sauvage
Le 20 février 2022, le Conseil départemental de l'Orne dépose plainte en accord avec le préfet du département contre Reconquête pour dégradation de biens publics à la suite d'affichages « interdits et sauvages sur les équipements du Conseil départemental à de multiples reprises » pendant la campagne présidentielle 2022,.
En mars 2023, la ville de Grenoble annonce facturer les frais de nettoyage d'affichage sauvage du parti qui ont été collées sur les dispositifs d'informations de la commune et nettoyées par les services de la municipalité,.